# Novooleksandrivka, Krasnoperekopsk
Novooleksandrivka (în ucraineană Новоолександрівка) este un sat în comuna Mahazînka din raionul Krasnoperekopsk, Republica Autonomă Crimeea, Ucraina.

## Demografie
Componența lingvistică a localității Novooleksandrivka
     Rusă (61,32%)
     Tătară crimeeană (23,35%)
     Ucraineană (13,92%)
Conform recensământului din 2001, majoritatea populației localității Novooleksandrivka era vorbitoare de rusă (61,32%), existând în minoritate și vorbitori de tătară crimeeană (23,35%) și ucraineană (13,92%).